# Скари (Тексас)
Скари (енгл. Scurry) град је у америчкој савезној држави Тексас. По попису становништва из 2010. у њему је живело 681 становника.

## Демографија
Према попису становништва из 2010. у граду је живело 681 становника.
| Група             | 2000.  | 2010.       |
| Белци             | . (.%) | 598 (87,8%) |
| Афроамериканци    | . (.%) | 14 (2,1%)   |
| Азијати           | . (.%) | 0 (0,0%)    |
| Хиспаноамериканци | . (.%) | 40 (5,9%)   |
| Укупно            | .      | 681         |